# 盖·伯丁
盖·伯丁（Guy Bourdin，1928年12月2日—1991年3月29日），法国摄影师，是20世纪最具影响力的时尚和广告摄影师之一。